# Yrjö Nikkanen
Jouko Yrjö Nikkanen född 31 december 1914 i Kanneljärvi, Karelen, Finland (nu Ryssland) död 18 november 1985 Suoniemi, Nokia, Finland var en finsk spjutkastare. 
Nikkanen är olympisk silvermedaljör från 1936 med ett kast på 70,77 och han förbättrade 1938 två gånger världsrekordet i spjutkast med 77,86 och 78,70. Hans andra VR stod sig i 14 år, 11 månader till 8 augusti 1953, då amerikanen Bud Held blev första man över 80 meter med ett kast på 80,40.
Nikkanen kastade 57,78 i sin första spjuttävling som 19-årig 1933.
På klubbnivå representerade Nikkanen Pölläkkälän Urheilijat och 1940-42 Kronohagens IF.

## Världsrekord
- 77,87 25 augusti 1938 Kymi
- 78,70 16 oktober 1938 Kotka